# Alberto Regazzoni
Alberto Regazzoni (* 4. Mai 1983 in Lugano) ist ein ehemaliger Schweizer Fussballspieler.

## Karriere

### Verein
Alberto Regazzoni startete seine Karriere beim FC Lugano. Dort blieb er bis zur Saison 2002/03, ehe er zu Malcantone Agno wechselte. Hier blieb er während zwei Spielzeiten, bis er zum Ligakonkurrenten FC Sion wechselte, wo er sich auf Anhieb als Stammspieler etablierte. Bisheriger Höhepunkt in seiner Karriere war der überraschende Gewinn des Schweizer Cups in der Saison 2005/06 mit dem damals zweitklassigen FC Sion. Im Final gegen den BSC Young Boys wurde er in der 2. Hälfte eingewechselt und schoss im Elfmeterschiessen den letzten und entscheidenden Elfer.
Im Sommer 2007 wechselte Regazzoni zum BSC Young Boys, wo er sich unter dem Trainer Martin Andermatt nicht richtig durchzusetzen konnte. Nach dessen Entlassung übernahm Vladimir Petković das Amt und Alberto Regazzoni spielte von da an in seinem 3-4-3-System eine wichtige Rolle als sehr schneller flinker Aussenstürmer.
Nachdem er in der Hinrunde der Saison 2010/11 nur noch zu zwölf Einsätzen gekommen war, wechselte er im Winter zum FC St. Gallen. Nachdem es in der Saison 2012/13 zu Unstimmigkeiten kam, und er in die 2. Mannschaft abgeschoben wurde, wechselte er im Februar 2013 zum FC Sion zurück.
Da er bei den Wallisern in der Spielzeit 2013/14 nicht mehr zu Einsätzen kam, schloss er sich im Januar 2014 dem FC Chiasso an.
Im Sommer 2017 verabschiedete er sich vom Profilfussball und spielte fortan noch für den FC Mendrisio, AC Sementina und FC Rancate, bei dem er zu dem ein halbes Jahr Trainer war.

### Nationalmannschaft
Regazzoni gab sein Debüt als Fussballnationalspieler am 2. September 2006 im Spiel Schweiz gegen Venezuela.

## Titel und Erfolge
FC Sion
Schweizer Cupsieger2006

## Nach der Karriere
Heute arbeitet Regazzoni beim Tessiner Grenzwachtkorps.